# 5937 Lodén
5937 Lodén eller 1979 XQ är en asteroid i huvudbältet som upptäcktes den 11 december 1979 av den svenske astronomen Claes-Ingvar Lagerkvist vid La Silla-observatoriet i Chile. Den är uppkallad efter de svenska astronomerna Kerstin och Lars Olof Lodén.
Asteroiden har en diameter på ungefär 5 kilometer.